# سيسلرية بيضاء الرأس
سيسلرية بيضاء الرأس (الاسم العلمي:Sesleria leucocephala) هي نوع من النباتات تتبع جنس السيسلرية من الفصيلة النجيلية.